# Scurcola Marsicana
Scurcola Marsicana är en ort och kommun i provinsen L'Aquila i regionen Abruzzo i Italien. Kommunen hade 2 801 invånare (2018).